# 川村李沙
川村 李沙（かわむら りさ、1982年2月1日 - ）は、中華人民共和国遼寧省出身の女子バスケットボール選手である。ニックネームは「リン」。ポジションはCF。シャンソンVマジックに所属していた。中国名は李 莎莎（リー・シャシャ）。

## 来歴
小4でバスケを始め、遼寧省体育運動技術学院から常葉学園短期大学に留学。その後日本女子体育大学に編入。
2009年、日本国籍を取得するとともにシャンソン化粧品に入社。
2010年には日本代表候補となり、世界選手権で初のA代表に選出されるが、ジュニア中国代表の経験がネックとなりFIBAより出場資格が認められず外れた。
2011年、シャンソンを退団。11月4日、シャンソン化粧品に対して解雇無効の訴訟を起こした。
2013年3月、和解が成立。

## 経歴
- 常葉学園短大 - 日本女子体育大学 - シャンソン化粧品（2009年〜2011年）